# Моріс Еванс
Моріс Герберт Еванс (англ. Maurice Herbert Evans, 3 червня 1901 — 12 березня 1989) — англійський актор театру, кіно та телебачення.

## Фільмографія
- 1968 — Дитина Розмарі
- 1969 — Велика долина / The Big Valley — Едвард Г'юїт